# Тебуев, Шукур Шабатович
Шукур Шабатович Тебуев (карач.-балк. Тебуланы Шабатны джашы Шукур; Тебуланы Шукур; англ. Shukur Tebuev; 9 мая (августа) 1944, Айнагёль, Джамбульская область) — актёр, поэт, прозаик, сценарист, телеведущий, режиссёр, редактор, журналист, член Союза журналистов с 1988 года, член Союза писателей России с 2020 года, заслуженный работник культуры КЧР.

## Биография
Родился 9 мая 1944 года в депортации в Казахстане.
1971 год — окончил Тбилисский театральный институт им. Ш. Руставели. В студенческие годы перевёл на карачаевский язык несколько пьес, исполнял роли в спектаклях студийной труппы.
С 1971 по 1985 год — актёр Карачаево-Черкесского драматического театра в г. Черкесск.
С 1985 года — артист разговорного жанра Карачаево-Черкесской областной филармонии. Руководитель вокально-инструментальной группы «Заман».
С 1993 года Шукур Тебуев — редактор передач на карачаевском языке радиокомитета ГТРК «Карачаево-Черкесия»;
В июне 1993 года — главный режиссёр студии телевидения;
С 1998 года — главный редактор главной редакции радиовещания на карачаевском языке;
С 1999 года — комментатор Студии телевидения.
С 2003 — заведующий отделом вещания на карачаевском языке Студии телевидения ГТРК "Карачаево-Черкесия".

## Творчество
Сценарные переводы Шукура Тебуева хранятся в Музее искусств города Тбилиси.

### Театр[2]
Сценарные переводы произведений Тебуева Ш.Ш.:
- «Они и мы» Н. Долининой
- «Отцеубийца» (повесть) А. Казбеги
- «Безымянная звезда» М.Себастьян
- «Подкидыш» Е. Шварца
- «За рекой моя деревня» Шота Роква.

### Театральные роли в Карачаево-Черкесском областном драматическом театре[5]
| Тбилиси 1969       | «Отцеубийца» («Атасын ёлтюрген мурдар») А. Казбеги, перевод Ш. Тебуева | – Коба                        |
| 1970               | «Они и мы» Н. Долининой, перевод Ш. Тебуева | – Вадим                       |
| 1971               | «Безымянная звезда» («Атсыз джулдуз») М. Себастьяну, перевод Ш. Тебуева и А. Акбаева | – Кондуктор                   |
| Черкесск 1972-1973 | Областной драматический театр «Отцеубийца» («Атасын ёлтюрген мурдар») А. Казбеги, перевод Ш. Тебуева | – Коба                        |
| 1972-1973          | «Отцеубийца» («Атасын ёлтюрген мурдар») А. Казбеги, перевод Ш. Тебуева | – Коба                        |
| 1973-1974          | «Дуэль» | – Азиз                        |
|                    | «Три матери» («Юч ана») | – Василий                     |
| 1974-1975          | «Муж моей жены» (Мени къатынымы эри) | – Директор завода             |
|                    | То, что видели глаза, то, что слышали уши... (Кёз кёрген, къулакъ эшитген) Ш. Алиев. Авторы песен Ш. Тебуев и А. Акбаев. Директор бани (Хамамны директору) Возвратившийся покойник (Ол дуниядан келген къонакъ) Б. Аппаев Обмытая шляпа (Джуу́улгъан шляпа) Б. Аппаев | – Эфенди –Джамботик           |
|                    | Судьба и честь (Джазыу́ бла Намыс) М. Батчаев | – князь Шаухал                |
| 1975-1976          | Невестка (Келин) М. Абдоков перевод Ш. Тебуева |                               |
|                    | Похождение храброго Кикилы (Батыр Кикила) Г. Нахуцришвили, Б. Гамрекели, перевод и текст песен Ш. Тебуева | – Тома                        |
|                    | На рубеже веков или дочь Снархана (Ёмюрлени чегинде неда Снарханны къызы) | – Шут (Джырчы)                |
| 1976-1977          | За рекой моя деревня (Суу́уну ары джанында элим) Ш. Роква, перевод Ш. Тебуева | – Антимоз                     |
|                    | Ахмат-Батыр А. Батчаев | – Ахмат-Батыр; – Халкъ джырчы |
| 1978-1979          | Шутки Амура» («Амурну чамлары») Хай Вахит | – Шахым                       |
|                    | Тревожные рассветы (Тынгысыз тангла) Б. Кубеков | – Халит                       |
|                    | Аймуш (Тёппесине джулдуз тийген) М. Батчаев | – Назир                       |
| 1979-1980          | Хитроумная влюбленная (Сюйген къызны– хыйларыкълары) Лопе де Вега | – Дористео                    |
|                    | Бесфамильная невеста (Тукъумсуз келин) Х. Байрамукова | – Далаш                       |
| 1981-1982          | Ходжа и Азраил Ш. Алиев | – Хаджах                      |
| 1982-1983          | Невольницы (Джесир тиширыу́ла) А. Островский | – Коблов                      |
|                    | Похождение храброго Кикилы (Батыр Кикила) Г. Нахуцришвили, Б. Гамрекели, перевод и текст песен Ш. Тебуева | – Тома                        |
|                    | Судьба женщины (Тиширыу́ну джазыу́у) Б. Биджиев | – Хаджос                      |
|                    | «Директор» М. Чотчаев | – Айгуф                       |
| 1983-1984          | «Проделки Скапена» (Скапенни чамлары) Мольер | – Аргант                      |
| 1984-1985          | «Дуэль» М. Байджиев | – Азиз                        |
|                    | «Два брата» (Эки къарнаш) М. Ю. Лермонтов | – князь Лиговский             |
|                    | «Красный восход» | — Тау́кан Алиев                |
|                    | Оптимистическая трагедия |                               |

### Поэзия и проза
Шукур Тебуев автор философско-дидактического романа в стихах «Ас-Сафи». Пять книг окталогии Ас — Сафи были изданы в 2017 и 2018 г. Роман — окталогия состоит из 40 книг и публикуется на официальном сайте автора. 
Тема Великой Отечественной войны красной линией проходит через всю творческую жизнь Тебуева Ш. Начиная с документальных фильмов, теле- и радиопередач и журналистских очерков до отдельной книги в романе Ас-Сафи. Аутад. Очерки «Генерал-полковник Магометов Солтан Кеккезович», «Рамазан Темрезов», «Юсуф Кущетеров», «Сафар Кубанов», «Магомет Деккушев», «Аскер Бадахов», «Магомет и Осман», «Керам Айбазов», «Ажу Канаматов», «Ракай Тауканович Алиев» Шукура Тебуева были изданы в книге «Их подвиг бессмертен». Этот сборник документально- публицистических и художественных произведений об участниках Великой Отечественной войны — жителях Карачаево-Черкесии, внесших достойный вклад в Победу над фашизмом, опубликован к 70-летию Великой Победы 1945—2015. С приветственным словом к читателям обратился Глава Карачаево-Черкесской Республики Р. Б. Темрезов.
Произведения Шукура Тебуева входят в учебники карач.-балк. «Ана тил» (Родной язык), карач.-балк. «Ана литература» (Родная литература), разработанные для программ средней образовательной школы по изучению карачаевского языка. Опубликованы в Антологии карачаевской поэзии.
Книга «Джаралы джазыу́» представляет собой собрание небольших прозаических и поэтических рассказов и поэмы. которые размещаются во временных рамках с 1943 по 1960 годы истории карачаевского народа. Центральной темой рассказов становится тема депортации карачаевского народа. В 2001 году редакцией радио ГТРК «Карачаево-Черкесия» был поставлен одноимённый радиоспектакль «Джаралы джазыу́».

#### Рассказы на карачаевском языке[10][11][12]
- «Азаб джылла»
- «НЛОгъа тюбеген тенгле»
- «Джюрек бла ушакъ»
- «Эркиши джыламукъ»
- «Атамы тенги»
- «Айша»
- «Мариям»
- «Апсынла»
- «Хоншула»
- «Ханкаска»
- «Изленген насыб»
- «Сюймеклик сакъласа»
- «Хур арбаз»
- и другие.

#### Книги[6][9][13]
- «Судьба, которой не изменишь» (рус.);
- «Израненная любовь» (карач.-балк.);
- «Ас-Сафи» (рус.) (историко-философский роман в стихах);
- «Посвящение» (бейты 1-1831);
- «Султан» (бейты 1832-4256);
- «Ахрам» (бейты 4257-6069);
- «Весна» (бейты 6070-8000);
- «Сакрадеми» (бейты 8001-8629);
- «Величины» (бейты 8630-10000);
- «Начало» (бейты 10001-11200);
- «Солнце» (бейты 11201-12400);
- «Пустыня» (бейты 12401-13600);
- «Правда» (бейты 13601-14800);
- «Свет» (бейты 14801-16000);
- «Адам» (бейты 16001-17295);
- «Унух» (бейты 17296-18695);
- «Ибрахим» (бейты 18696-20095);
- «Муса» (бейты 20096- 21495);
- «Дауд» (бейты 21496-22895);
- «Иса» (бейты 22896-24295);
- «Мухаммад» (бейты 24296-26395);
- «Аль-Хатм» (бейты 26396-28495);
- Полотно Фикха (601 строфа);
- «Выявление» (28496-33927);
- «Роза у изголовья» (33928-36367);
- «Прояснение» (бейты 36368-40000);
- «Утверждение» (бейты 40001-43402);
- «Открытие» (бейты 43403-47955);
- «Поколоение» (бейты 100501-102950).

### Телевидение, радио
Первый прямой эфир Шукура Тебуева состоялся 6 мая 1993 года и был посвящён празднованию 47-й годовщины победы Советской Армии над фашистской Германией. Телевизионные передачи были посвящены культурному наследию карачаевского народа, творчеству Исмаила Семенова, Абугалия Узденова, Касбота Кочкарова, Азамата Суюнчева и др. В цикле передач «Мы — вместе» творческого объединения «Национальный колорит» на русском языке Тебуев представлял карачаевскую национальную редакцию. 

### Документальное кино
С 2000 снимает документальное кино. Автор более 40 документальных фильмов общей протяженностью 42 часа. В 2008 стал лауреатом международного конкурса документально-исторических фильмов в Софии (Болгария). В 2010 году «Последний Феникс» был заявлен для участия в Каннском кинофестивале. Избранные киноработы представлены на канале KkcTebou TV Channel.
В создании 42-часовой видео энциклопедии «Вспомнить всё о Карачае и карачаевцах» участвовал Народный поэт Карачаево-Черкесской Республики Азамат Алимович Суюнчев, в архиве которого более полувека хранились бесценные документы из истории карачаевского народа.
| Документальные фильмы режиссёра Ш. Тебуева (2000—2008) | Документальные фильмы режиссёра Ш. Тебуева (2000—2008)                   | Документальные фильмы режиссёра Ш. Тебуева (2000—2008) |
| ------------------------------------------------------ | ------------------------------------------------------------------------ | ------------------------------------------------------ |
| 2000                                                   | Документальный цикл «Киргизия»                                           | (карач.-балк.), 3 части, 60 мин.                       |
| 2001                                                   | «Тропою грома» (о Саиде Токаеве)                                         | (карач.-балк.), 2 части, 40 мин.                       |
| 2002                                                   | «Мухаджиры в Сирии и Турции»                                             | (карач.-балк.), 35 мин.                                |
| 2002                                                   | «Человек — легенда» (о Герое РФ Д. Узденове)                             | (карач.-балк.), 60 мин.                                |
| 2005                                                   | «Герои России — сыны Карачая»                                            | (карач.-балк.), 60 мин.                                |
| 2008                                                   | «Джуртну джырчысы» (к 110-летию со дня рождения А. Узденова)             | (рус.), 12 мин.                                        |
| 2008                                                   | «Рождённый делать добро» (к 85-летию Народного писателя КЧР А. Суюнчева) | (рус.), 15 мин.                                        |

| Документальные фильмы режиссёра Ш. Тебуева (2009—2012) | Документальные фильмы режиссёра Ш. Тебуева (2009—2012)      | Документальные фильмы режиссёра Ш. Тебуева (2009—2012)      |
| ------------------------------------------------------ | ----------------------------------------------------------- | ----------------------------------------------------------- |
| 2009                                                   | Последний Феникс                                            | (рус.), 4 части, 231 мин.                                   |
| 2009                                                   | Вспоминая Дугербия (о Герое России Д. Узденове)             | (рус.), 62 мин.                                             |
| 2009                                                   | «А́ссия», ожившая Фениксом                                   | (рус.), 57 мин.                                             |
| 2009                                                   | Ёмюрлюк Тылпыўну эжиў джырлары                              | (карач.-балк.), 72 мин., караоке песен                      |
| 2010                                                   | Последний Феникс / Le Dernier Phenix                        | (рус.) с французскими субтитрами, 4 части, 213 мин.         |
| 2010                                                   | 100 фотографий из жизни Ракая Таукановича Алиева            | (рус.), 21 мин.                                             |
| 2010                                                   | Алпакъутла / Герой СССР Харун Богатырев                     | (рус.), 32 мин.                                             |
| 2010                                                   | Алпакъутла / Герой СССР Осман Касаев                        | (рус.), 36 мин.                                             |
| 2010                                                   | Алпакъутла / Герой РФ Солтан-Хамид Биджиев                  | (рус.), 27 мин.                                             |
| 2010                                                   | Алпакъутла / Герой РФ Магомет Гербеков                      | (рус.), 22 мин.                                             |
| 2010                                                   | Алпакъутла / Герой РФ Дугерби Узденов                       | (рус.), 36 мин.                                             |
| 2010                                                   | Алпакъутла / Герои РФ Кичи-Батыр Хаиркизов и Юнус Каракетов | (рус.), 31 мин.                                             |
| 2010                                                   | Алпакъутла / Герой РФ Харун Чочуев                          | (рус.), 19 мин.                                             |
| 2010                                                   | Алпакъутла / Герой РФ Джанибек Голаев                       | (рус.), 22 мин.                                             |
| 2010                                                   | Алпакъутла / Герой РФ Абдул Ижаев                           | (рус.), 13 мин.                                             |
| 2010                                                   | Алпакъутла / Герой РФ Хамзат Бадахов                        | (рус.), 30 мин.                                             |
| 2011                                                   | Алпакъутла / Генерал-полковник Солтан Магометов             | (рус.) с английскими субтитрами, 60 мин.                    |
| 2010                                                   | Алпакъутла / Исмаил Салпагаров                              | (рус.), 22 мин.                                             |
| 2010                                                   | Алпакъутла / Аскер Бадахов                                  | (рус.), 35 мин.                                             |
| 2011                                                   | Боевая слава Карачая                                        | (рус.), 27 мин.                                             |
| 2011                                                   | Эсде тургъан / Магомет Деккушев                             | (рус.), 60 мин.                                             |
| 2011                                                   | Эсде тургъан / Овеянные легендами                           | (рус.), 70 мин.                                             |
| 2011                                                   | Эсде тургъан / Шесть Нартов                                 | (рус.), 49 мин.                                             |
| 2011                                                   | Эсде тургъан / Магомет Акбаев                               | (рус.), 68 мин.                                             |
| 2011                                                   | Таў асланла / Разведка                                      | (рус.), 72 мин.                                             |
| 2011                                                   | Таў асланла / Бывшие опорой…                                | (рус.), 60 мин.                                             |
| 2011                                                   | Таў асланла / Воины Победы                                  | (рус.), 73 мин.                                             |
| 2011                                                   | Голос свободы (Азамат Суюнчев: монолог от первого лица)     | (рус.), 32 мин.                                             |
| 2011                                                   | Джырчы бла Акътамакъ / Джырчы и Актамак                     | (карач.-балк.) с английскими субтитрами, 6 частей, 134 мин. |
| 2012                                                   | Шах поэтов Карачая (К 120-летию Исмаила Семенова)           | (рус.), 29 мин.                                             |
| 2012                                                   | Умар Алиев: Карачай и революция                             | (рус.) с английскими субтитрами, 2 части, 118 мин.          |
| 2012                                                   | Вторая мировая война                                        | (рус.), 2 части, 130 мин.                                   |
| 2012                                                   | Къарачай тукъум атла / Лошади карачаевской породы           | (карач.-балк.), 36 мин.                                     |
| 2012                                                   | Литературный дом-музей Суюнчева А. А. (путеводитель)        | (рус.), 2 части, 100 мин.                                   |
| 2012                                                   | Легенды разведки: полковник Шакман Джатдоев                 | (рус.), 61 мин.                                             |
| 2012                                                   | Райский ветерок (мечеть в Юбилейном)                        | (рус.), 20 мин.                                             |
| 2012                                                   | Лошади карачаевской породы на Эльбрусе (5642 м)             | (рус.), 45 мин.                                             |
| 2012                                                   | Мухаджирледе къонакъда / В гостях у мухаджиров              | (карач.-балк.), 46 мин.                                     |
| 2012                                                   | Советская кинохроника о Карачае и карачаевцах               | (рус.), 34 мин.                                             |
| 2012                                                   | Сюргюнню джыллары / Годы ссылки                             | (карач.-балк.), 2 части, 67 мин.                            |
| 2012                                                   | С полей сражений — в мирный труд                            | (рус.), 27 мин.                                             |
| 2012                                                   | Музей-памятник защитникам перевалов Кавказа                 | (рус.), 50 мин.                                             |
| 2012                                                   | Поэтические мотивы гор Карачая                              | (рус.), 25 мин.                                             |
| 2012                                                   | Карачая непокоренного поэт                                  | (рус.), 100 мин.                                            |
| 2012                                                   | 10 лет спустя (вспоминая ученого Кубанова)                  | (рус.), 132 мин.                                            |

## Награды
- Почётная грамота Правительства Карачаево-Черкесской Республики (2003) — за многолетний добросовестный труд и в связи с 45-летием Союза журналистов Карачаево-Черкесской Республики и 300-летием Российской печати[3]
- Заслуженный работник культуры Карачаево-Черкесской Республики (2012) — за вклад в развитие и сохранение культуры и искусства республики, эстетическое и нравственное воспитание молодёжи[14][15] (За создание 14-часового кинопроекта о ветеранах Великой Отечественной войны, состоящего из трёх циклов документальных фильмов).